# هيروشي ميكيتاني
هيروشي ميكيتاني (باليابانية: 木谷 浩 史 ميكيتاني هيروشي) (مواليد 11 مارس عام 1965) هو رجل أعمال وملياردير ياباني مؤسس ورئيس مجلس الإدارة والرئيس التنفيذي لشركة راكوتين للتجارة الإلكترونية، وهو أيضا رئيس مجموعة كريمسون ورئيس نادي كرة القدم فيسيل كوبه الياباني ورئيس أوركسترا طوكيو الفيلهارمونية وعضو مجلس إدارة ليفت. 
وفقًا لمجلة بلومبيرغ بيزنس ويك الإنجليزية، اعتبارًا من أغسطس /غشت 2017 تبلغ قيمة ثروته 7.1 مليار دولار.

## حياته والدراسة
وُلد ميكيتاني وترعرع في مدينة كوبه الواقعة بمحافظة هيوغو اليابانية. ألتحق بعدها بجامعة هيتوتسوباشي التي تخرج منها عام 1988 بشهادة في التجارة. حصل بعدها على درجة الماجستير في إدارة الأعمال من كلية هارفارد للأعمال في كامبريدج بولاية ماساتشوستس عام 1993.
كان والد ميكيتاني، خبيرًا اقتصاديًا وأول من حصل على منحة فولبرايت في اليابان إلى الولايات المتحدة حيث عمل لمدة عامين في جامعة ييل. خلال تلك الفترة، من عام 1972 إلى عام 1974، عاشت العائلة في نيو هيفن بولاية كونيتيكت. ذهبت والدته سيتسوكو، إلى مدرسة نيويورك الابتدائية قبل أن تعود إلى كوبه حيث تخرجت من جامعة كوبه وعملت في شركة تجارية. أما شقيقته إيكوكو فهي دكتورة فيزيائية في جامعة أوساكا. وشقيقه كينيتشي هو أستاذ علم أحياء في جامعة طوكيو. كان جده أحد مؤسسي شركة مينولتا.